# Withius tweediei
Espèce
Synonymes
- Metawithius tweediei Beier, 1955

Withius tweediei est une espèce de pseudoscorpions de la famille des Withiidae.

## Distribution
Cette espèce est endémique du Pahang en Malaisie. Elle se rencontre vers le Gunung Siku.

## Description
Withius tweediei mesure de 1,8 à 2,2 mm.
Le mâle décrit par Harvey en 2015 mesure 2,10 mm et la femelle 2,16 mm.

## Étymologie
Cette espèce est nommée en l'honneur de Michael Wilmer Forbes Tweedie.

## Systématique et taxinomie
Cette espèce a été décrite sous le protonyme Metawithius tweediei par Beier en 1955. Elle est placée dans le genre Withius par Harvey en 2015.

## Publication originale
- Beier, 1955 : A second collection of Pseudoscorpionidea from Malaya. Bulletin of the Raffles Museum Singapore, no 25, p. 38-46 (texte intégral).